# Arthur García
Arthur Albeiro García Rincón (San Juan de Colón, 26 de enero de 1984)  es un ciclista profesional venezolano.
Ha participado en la Vuelta al Táchira, Vuelta a Venezuela y otras competencias nacionales así como representado a Venezuela en los Juegos Centroamericanos y del Caribe y Juegos Suramericanos.

## Palmarés
2004
- 2 etapas de la Vuelta a Venezuela

2005
- Clásico Virgen de la Consolación de Táriba
- 1 etapa de la Vuelta a Cuba

2006
- 1 etapa de la Vuelta a Chile
- 1 etapa de la Vuelta Internacional al Estado Trujillo
- 1 etapa de la Vuelta al Oriente
- 3.º en los Juegos Suramericanos en Ruta

2007
- 1 etapa del Clásico Ciclístico Banfoandes

2008
- 1 etapa de la Vuelta al Táchira
- Clásico Corre Por La Vida
- 2 etapas de la Vuelta a Colombia
- 2 etapas de la Vuelta Internacional al Estado Trujillo
- 1 etapa de la Vuelta a Venezuela
- 1 etapa del Clásico Ciclístico Banfoandes
- 1 etapa de la Vuelta a Bramón

2009
- 2 etapas de la Vuelta al Táchira
- 3.º en el Campeonato de Venezuela en Ruta
- 1 etapa de la Vuelta a Colombia
- 1 etapa de la Vuelta a Lara

2010
- Clásico Aniversario Federación Ciclista de Venezuela
- 1 etapa de la Vuelta a Venezuela
- 1 etapa de la Vuelta Internacional al Estado Trujillo
- 1 etapa de la Vuelta a Guatemala

2011
- 1 etapa de la Vuelta al Táchira
- 1 etapa de la Vuelta a Aragua
- 1 etapa de la Vuelta a Chihuahua

2012
- 1 etapa de la Vuelta a Venezuela

2013
- 1 etapa de la Vuelta a Barinitas
- 2 etapas de la Vuelta Internacional al Estado Trujillo
- 2 etapas de la Vuelta a Bolivia
- Vuelta a Aragua

2014
- 2 etapas del Tour Lotería del Táchira

2015
- 1 etapa de la Vuelta al Táchira

2017
- 1 etapa de la Vuelta a Venezuela

2018
- 1 etapa de la Vuelta Ciclista del Uruguay
- 2.º en el Campeonato de Venezuela en Ruta

## Equipos
- 2006  Selección Nacional de Venezuela
- 2010  Lotería del Táchira
- 2014  Lotería del Táchira